# Бајлот (острво)
Острво Бајлот (енгл. Bylot Island) је једно од већих острва у канадском арктичком архипелагу. Острво је у саставу Нунавута, канадске територије.
Површина острва износи око 11.067 km² па је острво 71. у свијету и 17. у Канади по величини. Највиши врх је на планини Ангилак са висином од 1.951 m. Острво је ненасељено.
Добило је име по истраживачу Арктика Роберту Бајлоту.